# Dorre Island

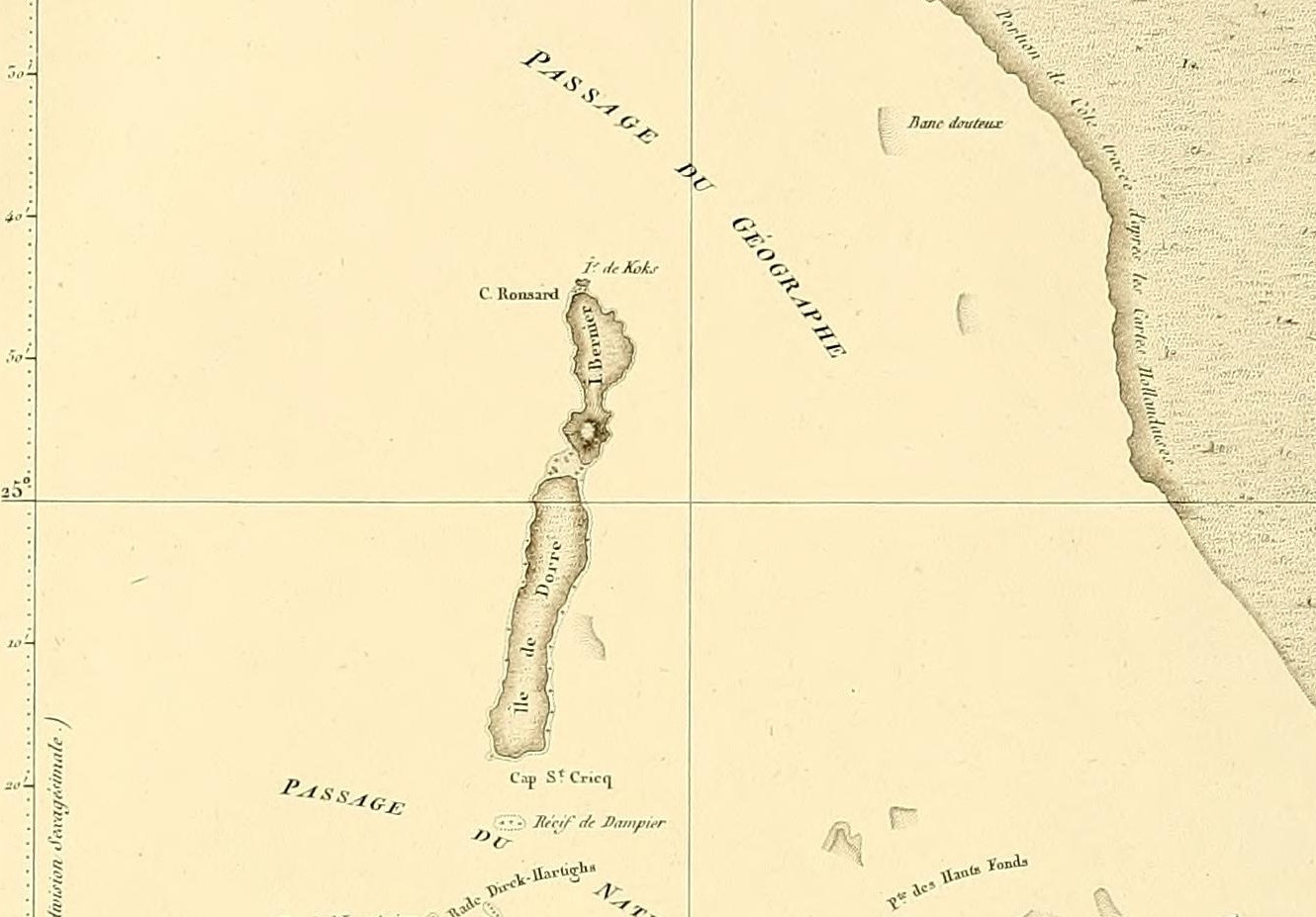
Dorre Island im Atlas de l'expédition Baudin

Dorre Island ist eine 30 Kilometer lange, sehr schmale Insel, die nördlich der Shark Bay vor der Westküste Western Australia in  Australien liegt. Die Insel liegt 57 Kilometer südwestlich der Stadt Carnarvon und ist (2022) unbewohnt. Das etwa 60 km² große Eiland ist nur durch einen 500 Meter breiten Sund vom nördlichen Bernier Island getrennt.

## Geschichte
Bernier Island und Dorre Island wurden bereits Anfang des 17. Jahrhunderts vom niederländischen Seefahrer Dirk Hartog entdeckt. Im Jahr 1801 besuchte der französische Astronom Pierre-François Bernier die nach ihm benannte Insel. Bernier berichtet, dass die Insel unter anderem wegen Süsswassermangel nicht für eine dauerhafte Besiedlung geeignet wäre.
Lock Hospitals
In der Shark Bay gab es in der Zeit von 1908 bis zum Januar 1919 zwei sogenannte Lock Hospitals (i. Sinne von Isolier-Zwangsanstalten), in der Aborigines getrennt nach weiblichen und männlichen Geschlechts – unter Vorwand von Geschlechtskrankheiten auf der Basis des Aborigines Act 1905 –, ein Gesetz von Western Australia zwangsweise eingewiesen werden konnten. Heute ist bekannt, dass der größte Teil der Internierten keineswegs an Geschlechtskrankheiten litt, sondern Opfer von damaligen Vorurteilen und rassistisch geprägten Denken und Politik Australiens waren. Dabei waren die Personen der indigenen Bevölkerung keineswegs von einem Arzt untersucht oder eingewiesen worden, sondern lediglich aufgrund polizeilicher Befragungen, die zu Verhaftierung oder Internierung in Lock Hospitals führten. Besonders häufig wurden Aborigines-Frauen zwangseingewiesen, die mit weißen Männern sexuelle Beziehungen gepflegt haben sollen. Aborigines weiblichen Geschlechts wurden auf Dorre Island und männlichen Geschlechts auf Bernier Island  im Norden der Shark Bayy interniert. Heute bezeugen Bau-Ruinen das Erbe dieser Politik Australiens und einer besonders perfiden Form von Menschenrechtsverletzungen auf den zwei Inseln, auf die wegen gefährdeter Tierarten lediglich ein beschränkter Zugang möglich ist.

## Tierwelt
Von den bedrohten 26 bedrohten australischen Säugetierarten leben allein fünf auf Dorre Island und dem nahe gelegenen Bernier Island. Es sind die Gould-Maus und Shark-Bay-Maus (Pseudomys fieldi), das Lesueur-Bürstenkänguru und Gebändertes Hasenkänguru und der Streifen-Langnasenbeutler.

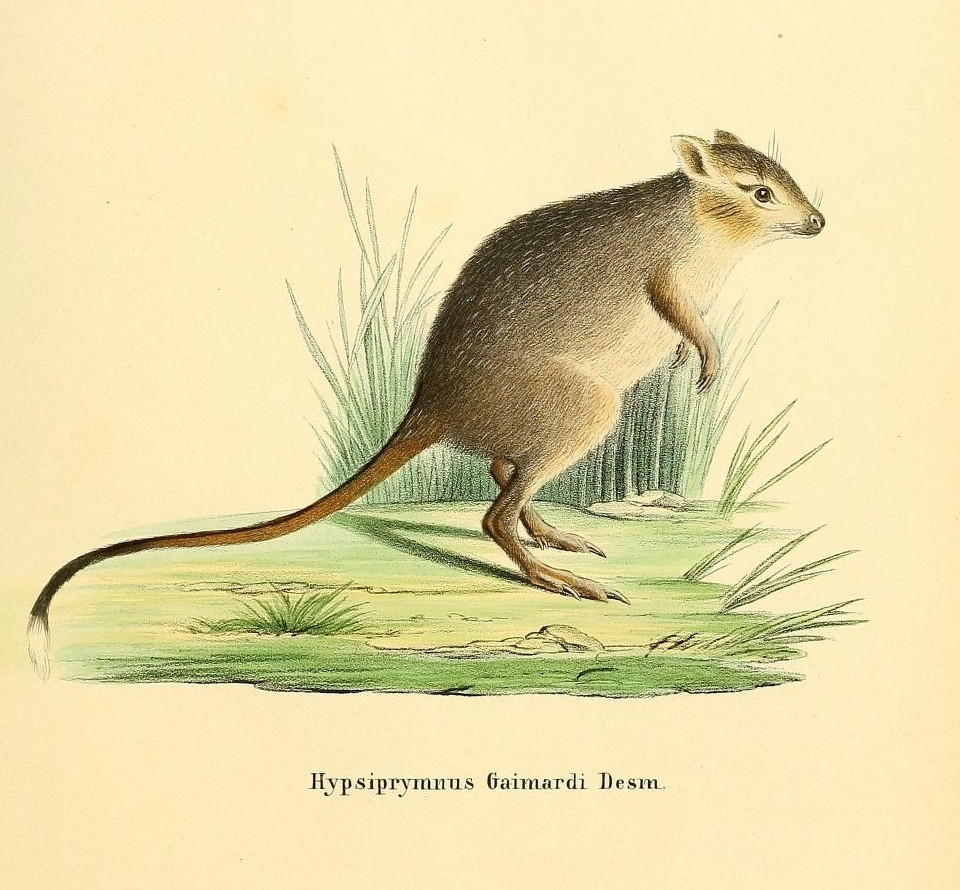
Lesueur-Bürstenkänguru
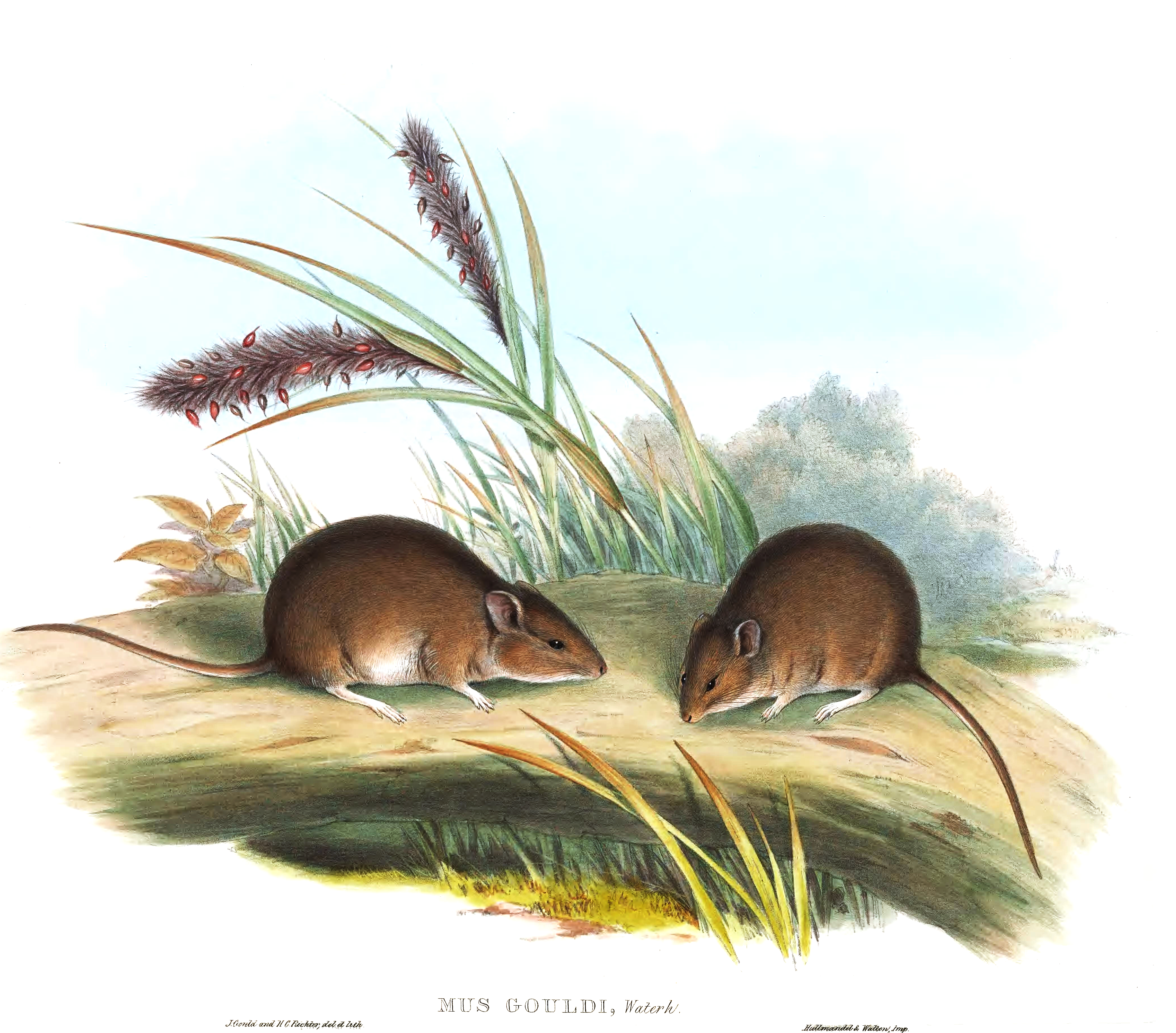
Gould-Maus
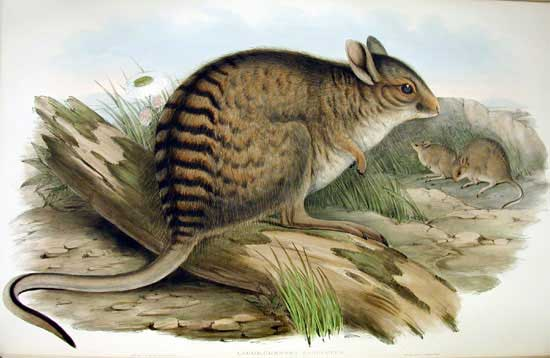
Gebändertes Hasenkänguru
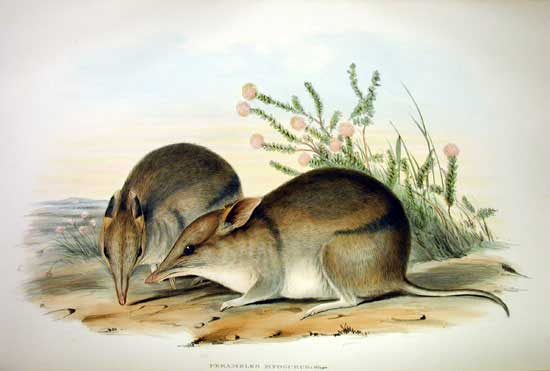
Streifen-Langnasenbeutler

Die Insel gehört zum Bernier and Dorre Island Nature Reserve, einem in der Shark Bay in Western Australia gelegenen Naturreservat, und darf zum Schutz der Tierwelt nur mit Sondergenehmigung betreten werden.